# Nassim Ben Khalifa
Nassim Ben Khalifa (Prangins, Vaud kanton, 1992. január 13. –) svájci labdarúgó, a Grasshopper Club Zürich csatára. Rendelkezik tunéziai állampolgársággal is.